# Donji Brišnik
Donji Brišnik är en ort i Bosnien och Hercegovina.   Den ligger i entiteten Federationen Bosnien och Hercegovina, i den sydvästra delen av landet, 90 km väster om huvudstaden Sarajevo. Donji Brišnik ligger 878 meter över havet och antalet invånare är 811.
Terrängen runt Donji Brišnik är kuperad åt sydost, men åt nordväst är den platt. Närmaste större samhälle är Tomislavgrad, 9,0 km norr om Donji Brišnik. 
Trakten runt Donji Brišnik består till största delen av jordbruksmark. Runt Donji Brišnik är det ganska tätbefolkat, med 93 invånare per kvadratkilometer.